# Eccellenza Lazio 2001-2002
Il campionato italiano di calcio di Eccellenza regionale 2001-2002 è stato l'undicesimo organizzato in Italia. Rappresenta il sesto livello del calcio italiano. Il campionato si è concluso con la vittoria del Cisco Collatino per il girone A e dell'Anagni per il girone B, entrambi al loro primo titolo.
Tutte le squadre iscritte al campionato di Eccellenza, assieme a quelle del campionato di Promozione, hanno diritto a partecipare alla Coppa Italia Dilettanti Lazio.

## Stagione

### Aggiornamenti
- La Cisco Tor Sapienza acquisisce il Collatino e forma il Cisco Collatino, il Tor Sapienza si iscrive comunque al campionato.
- Il Guidonia, retrocesso nella stagione precedente, si fonde con il Villanova e si iscrive al campionato con il nome di Guidonia Villanova.
- La Velletri Castelli Romani torna alla vecchia denominazione di VJS Velletri.
- Il Maccarese cambia denominazione in Giada Maccarese.
- L'Atletico Formia cambia denominazione in Società Sportiva Formia Calcio.
- A completamento di organici viene ripescato dalla Promozione il Nettuno.

Di seguito la composizione dei gironi fornita dal Comitato Regionale Lazio.

## Girone A

### Squadre partecipanti
| Club                | Città (provincia)         | Stagione precedente                              |
| ------------------- | ------------------------- | ------------------------------------------------ |
| Acilia              | Acilia (RM)               | 13º posto in Eccellenza Lazio, Girone A          |
| ALMAS               | Roma                      | 1º posto in Promozione Lazio, Girone A, promosso |
| Capranicasutri      | Capranica (VT)            | 2º posto in Promozione Lazio, Girone A, promosso |
| Casalotti Tanas     | Roma                      | 14º posto in Eccellenza Lazio, Girone A          |
| Castel Madama       | Castel Madama (RM)        | 7º posto in Eccellenza Lazio, Girone B           |
| Centro Italia '98   | Rieti                     | 1º posto in Promozione Lazio, Girone B, promosso |
| Cisco Collatino     | Roma                      | -                                                |
| Fiumicino           | Fiumicino (RM)            | 4º posto in Eccellenza Lazio, Girone A           |
| Fregene             | Fregene (RM)              | 7º posto in Eccellenza Lazio, Girone A           |
| Giada Maccarese     | Maccarese (RM)            | 8º posto in Eccellenza Lazio, Girone A           |
| Guidonia Villanova  | Guidonia (RM)             | -                                                |
| Ladispoli           | Ladispoli (RM)            | 18º posto in Serie D, Girone F, retrocesso       |
| Percile             | Percile (RM)              | 2º posto in Promozione Lazio, Girone B, promosso |
| Sabinia Mirteto     | Poggio Mirteto (RI)       | 11º posto in Eccellenza Lazio, Girone A          |
| Santa Marinella     | Santa Marinella (RM)      | 3º posto in Eccellenza Lazio, Girone A           |
| Sorianese           | Soriano nel Cimino (VT)   | 6º posto in Eccellenza Lazio, Girone A           |
| Tarquinia           | Tarquinia (VT)            | ?                                                |
| Villalba Ocres Moca | Villalba di Guidonia (RM) | 12º posto in Eccellenza Lazio, Girone A          |

### Classifica finale
Fonte:
|  | Pos. | Squadra                  | Pt | G  | V  | N  | P  | GF | GS | DR  |
|  | ---- | ------------------------ | -- | -- | -- | -- | -- | -- | -- | --- |
|  | 1.   | Cisco Collatino          | 72 | 34 | 22 | 6  | 6  | 72 | 30 | +42 |
|  | 2.   | Guidonia Villanova (-10) | 71 | 34 | 25 | 6  | 3  | 58 | 22 | +36 |
|  | 3.   | Casalotti Tanas          | 60 | 34 | 17 | 9  | 8  | 52 | 29 | +23 |
|  | 4.   | Villalba Ocres Moca      | 56 | 34 | 17 | 5  | 12 | 50 | 40 | +10 |
|  | 5.   | Ladispoli                | 55 | 34 | 16 | 7  | 11 | 47 | 33 | +14 |
|  | 6.   | Percile                  | 48 | 34 | 12 | 12 | 10 | 35 | 36 | -1  |
|  | 7.   | Centro Italia '98        | 46 | 34 | 12 | 10 | 12 | 40 | 42 | -2  |
|  | 8.   | Tarquinia                | 45 | 34 | 13 | 6  | 15 | 30 | 34 | -4  |
|  | 9.   | Giada Maccarese          | 44 | 34 | 9  | 17 | 8  | 39 | 39 | 0   |
|  | 10.  | Sabinia Mirteto          | 40 | 34 | 9  | 13 | 12 | 39 | 51 | -12 |
|  | 11.  | Fiumicino                | 39 | 34 | 10 | 9  | 15 | 39 | 50 | -11 |
|  | 12.  | Sorianese                | 38 | 34 | 8  | 14 | 12 | 31 | 37 | -6  |
|  | 13.  | Acilia                   | 37 | 34 | 9  | 10 | 15 | 34 | 45 | -11 |
|  | 14.  | ALMAS                    | 37 | 34 | 8  | 13 | 13 | 27 | 41 | -14 |
|  | 15.  | Castel Madama            | 36 | 34 | 8  | 12 | 14 | 32 | 47 | -15 |
|  | 16.  | Santa Marinella          | 34 | 34 | 7  | 13 | 14 | 29 | 40 | -11 |
|  | 17.  | Fregene                  | 29 | 34 | 6  | 11 | 17 | 41 | 59 | -18 |
|  | 18.  | Capranicasutri           | 28 | 34 | 5  | 13 | 16 | 27 | 47 | -20 |

Legenda:
      Promossa in Serie D 2002-2003.
      Ammessa ai Play-off nazionali.
      Retrocesse in Promozione Lazio 2002-2003.
Regolamento:
Tre punti a vittoria, uno a pareggio, zero a sconfitta.
Note:
Il Guidonia Villanova ha scontato 10 punti di penalizzazione.
Il Guidonia Villanova promosso in Serie D 2002-2003 in quanto vincitore dei play-off nazionali.

## Girone B

### Squadre partecipanti
| Club           | Città (provincia)       | Stagione precedente                               |
| -------------- | ----------------------- | ------------------------------------------------- |
| Anagni         | Anagni (FR)             | 2º posto in Eccellenza Lazio, Girone B            |
| Anziolavinio   | Anzio (RM)              | 5º posto in Eccellenza Lazio, Girone B            |
| Ciampino       | Ciampino (RM)           | 1º posto in Promozione Lazio, Girone D, promosso  |
| Cecchina       | Albano Laziale (RM)     | 2º posto in Promozione Lazio, Girone C, promosso  |
| Colleferro     | Colleferro (RM)         | 3º posto in Eccellenza Lazio, Girone A            |
| Formia         | Formia (LT)             | 10º posto in Eccellenza Lazio, Girone B           |
| Isola Liri     | Isola del Liri (FR)     | 14º posto in Eccellenza Lazio, Girone B           |
| LVPA Frascati  | Frascati (RM)           | 9º posto in Eccellenza Lazio, Girone A            |
| Nettuno        | Nettuno (RM)            | 3º posto in Promozione Lazio, Girone C, ripescato |
| Nuova Montello | Borgo Montello (LT)     | 9º posto in Eccellenza Lazio, Girone B            |
| Pisoniano      | Pisoniano (RM)          | 6º posto in Eccellenza Lazio, Girone A            |
| Pro Cisterna   | Cisterna di Latina (LT) | 13º posto in Eccellenza Lazio, Girone A           |
| Sezze Setina   | Sezze (LT)              | 12º posto in Eccellenza Lazio, Girone B           |
| Tor Sapienza   | Roma                    | 4º posto in Eccellenza Lazio, Girone A            |
| Torbellamonaca | Roma                    | 1º posto in Promozione Lazio, Girone C, promosso  |
| Torrenova      | Roma                    | 2º posto in Promozione Lazio, Girone D, promosso  |
| Vis Sezze      | Sezze (LT)              | 8º posto in Eccellenza Lazio, Girone A            |
| VJS Velletri   | Velletri (RM)           | 11º posto in Eccellenza Lazio, Girone A           |

### Classifica finale
Fonte:
|  | Pos. | Squadra        | Pt | G  | V  | N  | P  | GF | GS | DR  |
|  | ---- | -------------- | -- | -- | -- | -- | -- | -- | -- | --- |
|  | 1.   | Anagni         | 71 | 34 | 21 | 8  | 5  | 56 | 26 | +30 |
|  | 2.   | Formia         | 66 | 34 | 18 | 12 | 4  | 44 | 20 | +24 |
|  | 3.   | Nuova Montello | 62 | 34 | 18 | 8  | 8  | 52 | 33 | +19 |
|  | 4.   | Cecchina       | 61 | 34 | 17 | 10 | 7  | 49 | 32 | +17 |
|  | 5.   | LVPA Frascati  | 54 | 34 | 14 | 12 | 8  | 38 | 32 | +6  |
|  | 6.   | Nettuno        | 51 | 34 | 13 | 12 | 9  | 38 | 31 | +7  |
|  | 7.   | Sezze Setina   | 48 | 34 | 14 | 6  | 14 | 41 | 39 | +2  |
|  | 8.   | Isola Liri     | 46 | 34 | 11 | 13 | 10 | 32 | 29 | +3  |
|  | 9.   | Anziolavinio   | 45 | 34 | 10 | 15 | 9  | 43 | 35 | +8  |
|  | 10.  | Torbellamonaca | 42 | 34 | 10 | 12 | 12 | 38 | 52 | -14 |
|  | 11.  | Colleferro     | 41 | 34 | 10 | 11 | 13 | 29 | 30 | -1  |
|  | 12.  | Torrenova      | 41 | 34 | 11 | 8  | 15 | 39 | 44 | -5  |
|  | 13.  | Pisoniano      | 41 | 34 | 10 | 11 | 13 | 26 | 36 | -10 |
|  | 14.  | Vis Sezze      | 39 | 34 | 10 | 9  | 15 | 29 | 41 | -12 |
|  | 15.  | VJS Velletri   | 37 | 34 | 9  | 10 | 15 | 31 | 47 | -16 |
|  | 16.  | Tor Sapienza   | 29 | 34 | 6  | 11 | 17 | 23 | 43 | -20 |
|  | 17.  | Pro Cisterna   | 25 | 34 | 5  | 10 | 19 | 29 | 44 | -15 |
|  | 18.  | Ciampino       | 25 | 34 | 5  | 10 | 19 | 25 | 48 | -23 |

Legenda:
      Promossa in Serie D 2002-2003.
      Ammessa ai Play-off nazionali.
      Retrocesse in Promozione Lazio 2002-2003.
Regolamento:
Tre punti a vittoria, uno a pareggio, zero a sconfitta.